# Отля
О́тля (мак. Отља) — село у Північній Македонії, входить до складу общини Липково Північно-Східного регіону.
Населення — 3148 осіб (перепис 2002) в 593 господарствах.